# Apteropeoedes rostratus
Apteropeoedes rostratus är en insektsart som beskrevs av Marius Descamps 1971. Apteropeoedes rostratus ingår i släktet Apteropeoedes och familjen Euschmidtiidae. Inga underarter finns listade i Catalogue of Life.